# Ausztrál nádirigó
Az ausztrál nádirigó (Acrocephalus australis) a verébalakúak (Passeriformes) rendjébe, ezen belül a nádiposzátafélék (Acrocephalidae) családjába tartozó faj.

## Rendszerezése
A fajt John Gould angol ornitológus írta le 1838-ban, a Calamoherpe nembe Calamoherpe australis néven.

## Alfajai
- Acrocephalus australis australis (Gould, 1838) – kelet- és délkelet-Ausztrália], Tasmania.
- Acrocephalus australis carterae (Mathews, 1912) – északnyugat-Ausztrália;
- Acrocephalus australis gouldi (A. J. C. Dubois, 1901) – délnyugat-Ausztrália;
- Acrocephalus australis harterti (Salomonsen, 1928) – Fülöp-szigetek;
- Acrocephalus australis siebersi (Salomonsen, 1928) – nyugat-Jáva;
- Acrocephalus australis lentecaptus (E. J. O. Hartert, 1924) – Borneó, közép- és kelet-Jáva, nyugat-Kis-Szunda-szigetek (Lombok, Sumbawa);
- Acrocephalus australis celebensis (Heinroth, 1903) – Celebesz;
- Acrocephalus australis sumbae (E. J. O. Hartert, 1924) – a dél-Maluku-szigetektől (Buru) és a közép- és kelet-Kis-Szunda-szigetektől (Sumba, Timor) Új-Guineáig, a Bismarck-szigetekig és a Salamon-szigetekig;

## Előfordulása
Délkelet-Ázsia déli részén és Ausztrália területén honos. Természetes élőhelyei a mocsarak, tavak, folyók és patakok környéke. Vonuló faj.

## Megjelenése
Testhossza 16-17 centiméter.

## Életmódja
Rovarokkal táplálkozik.

## Szaporodása
Szeptembertől februárig költ, fészekalja 3-6 tojásból áll.
|  |  |

## Természetvédelmi helyzete
Az elterjedési területe rendkívül nagy, egyedszáma pedig stabil. A Természetvédelmi Világszövetség Vörös listáján nem fenyegetett fajként szerepel.